# HD97859
HD97859 — хімічно пекулярна зоря спектрального класу B9, що має видиму зоряну величину в смузі V приблизно  9,3.
Вона  розташована на відстані близько 4796,4 світлових років від Сонця.

## Пекулярний хімічний склад
Зоряна атмосфера HD97859 має підвищений вміст 
Si
.

## Магнітне поле
Спектр даної зорі вказує на наявність магнітного поля у її зоряній атмосфері.
Напруженість повздовжної компоненти поля оціненої з аналізу
становить  400,0±4420,0 Гаус.